# Рушникосушка

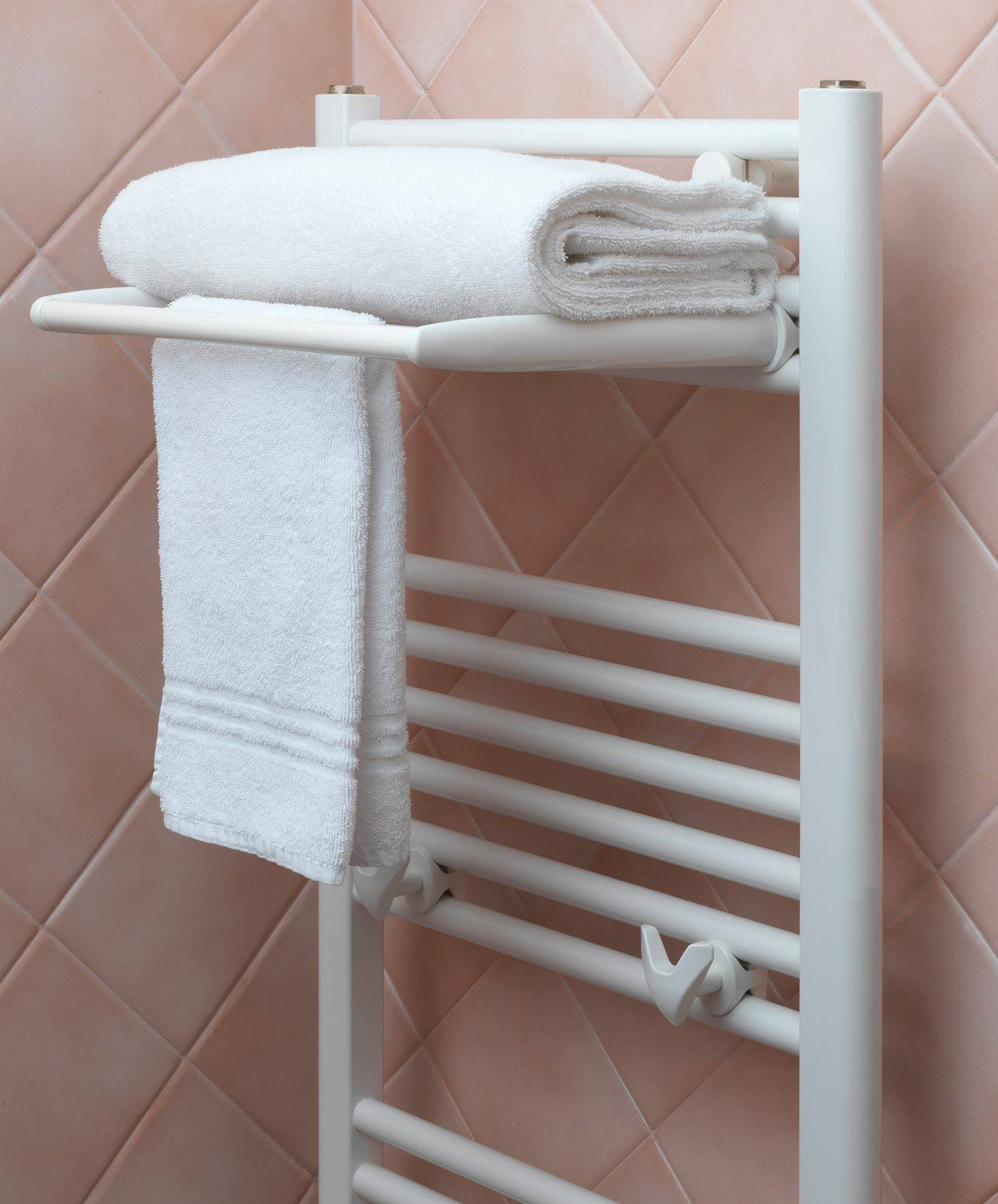
Рушникосушка у формі драбинки на макеті ванної кімнати

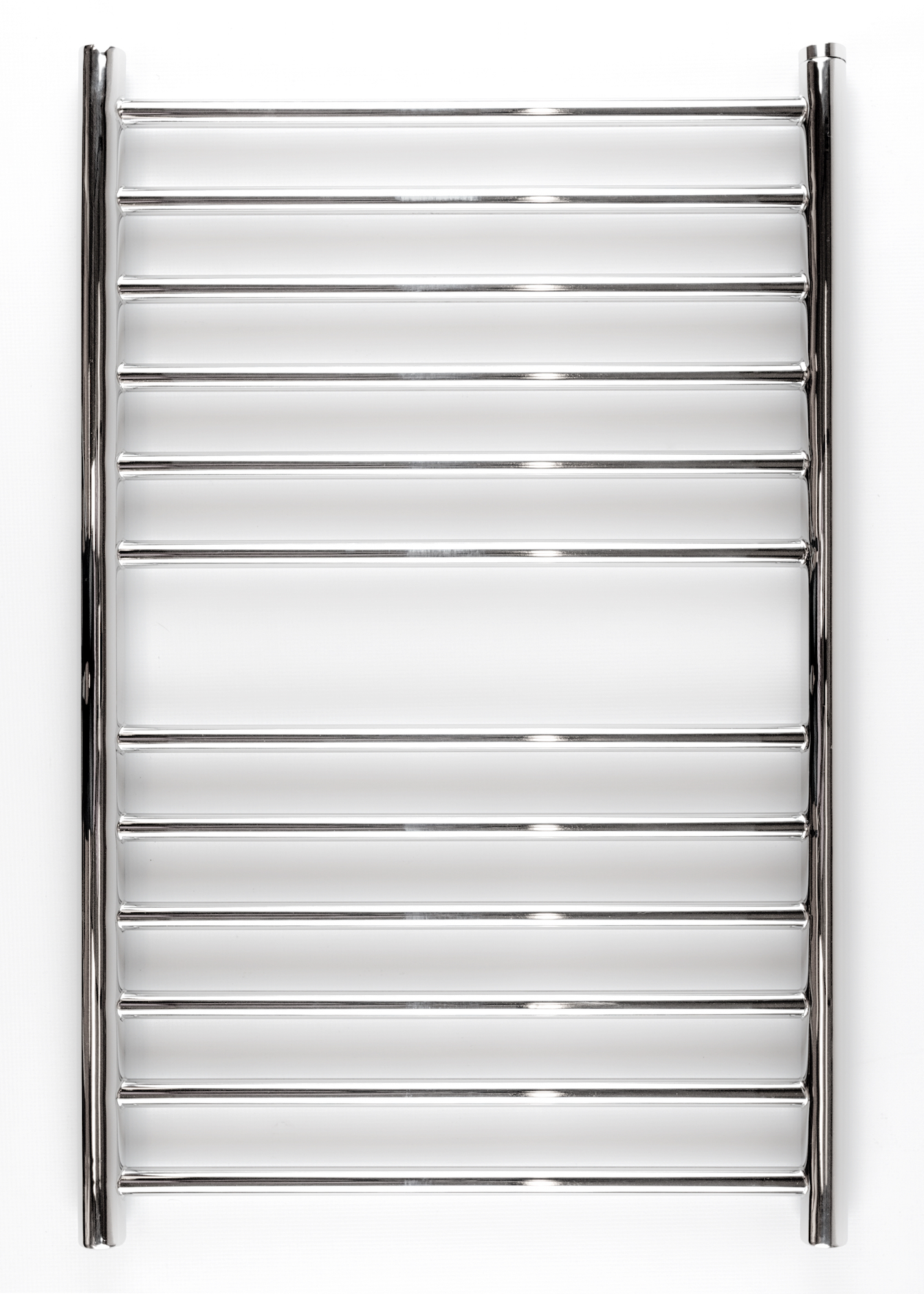
Сучасний вигляд рушникосушки, виготовленої з неіржавної сталі, розрахованої на під'єднання до централізованого контуру.

Рушникосу́шка, рушникосуша́рка — виріб для сушки рушників, який може розташовуватись у ванні, на кухні або в різних підсобних приміщеннях. Рушникосушки за принципом роботи можуть бути пристосовані для парового чи водяного опалення, у такому разі виконані з вимогами витривалості до тиску у системі водопостачання, або, бути автономними електричними, вмикаючись по місцю встановлення. Існують також комбіновані, розраховані на різні режими роботи.

## Під'єднання
У багатьох принципових схемах водопостачання у багатоквартирних будинках рушникосушка може монтуватись у систему централізованого опалення або гарячого водопостачання. У випадку централізованого опалення недоліком є її робота лише у холодну пору року, при приєднанні у систему гарячого водопостачання, рушникосушка обогрівається весь час. У межах стояка гарячої води рушникосушки на всіх поверхах виконують функцію зворотньої петлі, забезпечуючи циркуляцію завжди підігрітої гарячої води. Такий метод є коштовним та енерговитратним, проте, цим забезпечується витікання одразу гарячої води без потреби її очікування та спуску великої кількості охоловшої води. Рушникосушки можуть мати бічне розміщення під'єднання (радянська система) та більш розповсюджене нижнє, по формі можуть бути виготовленими у вигляді традиційного змійовика, чи схожі на драбинку або решітку. Часто, при масовому виробництві можуть використовуватись стандарти відстані між точками під'єднання. Одним із розповсюджених стандартів щодо водяних електросушок є відстань у 50 см по центрам підключення, проте, у ряді випадків такий стандарт не витримується, у продажу можна знайти рушникосушки по центрах підводок у 30, 35, 40, 45, 50, 60, 80 см. Велике різноманіття стандартів зумовлює покупку рушникосушки до розведення труб, або виготовлення рушникосушки на замовлення.

## Електричні рушникосушки
Можуть мати видимий дріт із штепсельною вилкою або приховану систему для під'єднання до мережі. Електросушки мають автоматичне регулювання температури та можуть бути оснащені термометром для індикації температури. Окремо виробляються ТЕНи, які можуть бути встановлені в рушникосушку, яка раніше була пристосована для центрального опалення, або мати місце як для ТЕНа, так і місця приєднання до загального контуру з гарячою водою. Як теплоносій в електричних рушникосушках може використовуватись дистильована вода або олії. В Україні існують декілька підприємств з виробництва рушникосушок.